# Comunità di Capodarco

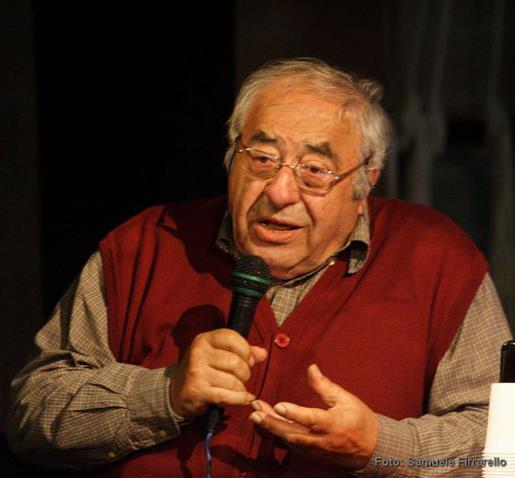
Don Franco Monterubbianesi, fondatore della Comunità di Capodarco nel 1966.

Logo della Comunità di Capodarco.

La Comunità di Capodarco è un'associazione senza fini di lucro impegnata nell'accoglienza di persone in condizione di grave disagio. È organizzata in una comunità generale e in comunità locali, composte da soci e dotate di propri organi direttivi. È stata fondata nel Natale del 1966 da don Franco Monterubbianesi che, insieme con un gruppo di tredici persone disabili, decise di tentare un progetto di vita in comune in una vecchia villa abbandonata a Capodarco di Fermo nelle Marche. Il gruppo crebbe molto rapidamente grazie all'apporto di molti volontari e di altre persone con disabilità che sposarono il progetto: dai tredici iniziali si passò ai cento membri del 1970.
Gradualmente alcuni gruppi si staccarono dal nucleo centrale per "esportare" l'esperienza di Capodarco anche in altre parti d'Italia: nacquero le Comunità di Sestu, Fabriano, Gubbio, Udine, Lamezia Terme, Teverola, Roma.
Oggi la Comunità di Capodarco è presente, in Italia, in 14 città e 11 regioni, di essa fanno parte centinaia di persone tra comunitari, ragazzi impegnati nel servizio civile, operatori sociali e volontari.
Nel 1992 è nata la CICa (Comunità internazionale di Capodarco), un'organizzazione non governativa di solidarietà, che si propone di dare risposte ai problemi dei poveri e degli emarginati dei paesi meno sviluppati con progetti in Albania, Kosovo, Romania, Brasile, Ecuador, Guatemala, Camerun e Guinea-Bissau.
Dal 1994 la Comunità di Capodarco è presieduta da don Vinicio Albanesi, che è a capo di un consiglio composto dai presidenti delle comunità locali.

## Campi di attività
La Comunità di Capodarco organizza servizi per la riabilitazione e l'inserimento sociale e lavorativo dei portatori di handicap. Nel corso del tempo la sua sfera di azione si è allargata dai bisogni dei disabili fisici e psichici a quelli dei giovani, dei minori, dei tossicodipendenti, degli immigrati, dei malati psichiatrici.

La Comunità ha inoltre sempre posto molta attenzione anche a come le notizie sociali sono diffuse Per questo organizza dal 1994 un seminario di formazione annuale destinato ai giornalisti, chiamato Redattore sociale, con l'obiettivo di aiutare la professione a trattare le notizie che riguardano la popolazione vulnerabile al di fuori degli stereotipi della cronaca nera e dell'occasionalità.
In più, con lo stesso nome di Redattore sociale, è editrice dal 2001 di un'agenzia giornalistica quotidiana on line specializzata sulle notizie che riguardano il sociale.
Dal 2005 la Comunità di Capodarco bandisce inoltre il Premio L'Anello Debole, un riconoscimento che viene assegnato ai migliori esempi di trasmissioni radiofoniche, televisive, opere cinematografiche brevi che abbiano narrato fatti e vicende della popolazione italiana e straniera definibile “fragile”, perché “periferica” o “marginalizzata”. Dal 2010 la premiazione de “L'Anello Debole” è inserita all'interno di un festival di più giorni, il “Capodarco Corto Film Festival” che si tiene nel mese di novembre a Fermo.

## I principi
Il progetto iniziale della Comunità di Capodarco fu molto innovativo per l'epoca. Partiva dalla constatazione dello stato di totale abbandono delle persone con disabilità che erano costrette a passare la maggior parte della loro vita in istituto senza alcuna possibilità di riscatto e di realizzazione. Da qui nacque il desiderio di tentare la creazione di una comunità dove i disabili divenissero protagonisti della loro vita. Il processo doveva passare attraverso la formazione di una coscienza dei propri diritti e doveri ed era retto da una serie di principi di fondo:
- il rifiuto dell'atteggiamento pietistico nei confronti di chi è in difficoltà e il superamento di ogni assistenzialismo;
- lo stile della condivisione, del coinvolgimento profondo con la storia dell'altro, del pagare di persona;
- la territorialità dell'intervento per evitare di chiudersi nella propria struttura e aprirsi alle realtà circostanti;
- la quotidianità come spazio in cui tutti hanno la possibilità di crescere e di emanciparsi attraverso il lavoro, momenti di vita comune, attività di servizio sociali.